# دستور زبان فارسی: کتاب حروف اضافه و ربط
دستور زبان فارسی: کتاب حروف اضافه و ربط مشتمل بر تعریف و تقسیم و شرح اصطلاحات، معانی و کاربرد حروف کتابی از خلیل خطیب رهبر است که در سال ۱۳۶۷ منتشر شد. این کتاب به بررسی حرف اضافه و حرف ربط در دستور زبان فارسی می‌پردازد.

## نقد
زهره مشاوری و محمود براتی طی مقاله‌ای در نشریه دستور، مفصلاً به نقد این کتاب پرداخته‌اند و آن را «کامل‌ترین پژوهش دربارهٔ معانی حروف» و «نخستین کتاب مستقل در این موضوع» می‌دانند.

## جوایز
این کتاب در مراسم کتاب سال جمهوری اسلامی ایران به‌عنوان کتاب شایسته تقدیر معرفی شد.